# Maserati 5000 GT
La Maserati 5000 GT è una Gran Turismo costruita dalla casa automobilistica italiana Maserati dal 1959 al 1965.

## Storia

### Il contesto
Al termine della stagione sportiva 1957, gli organizzatori del Campionato Mondiale Vetture Sport, anche sull'onda della generale costernazione causata dalla "tragedia di Guidizzolo", per aumentare la sicurezza nelle competizioni limitarono a 3.000 cm³ la cilindrata massima delle vetture in gara.
L'improvvisa eliminazione della "Classe Sport 5000" mise in grossa difficoltà il reparto corse Maserati che, nei mesi precedenti, aveva investite ingenti risorse per approntare e sviluppare il potente modello "450S", ancora in fase di piena evoluzione.
In seguito a tale disposto, Adolfo Orsi decise il ritiro della Maserati dalle competizioni ufficiali, restringendo l'attività del reparto corse alla costruzione e assistenza delle macchine per i molti piloti privati forniti dalla casa del tridente. Molti di questi, per forza di cose, furono costretti a disdire gli ordinativi per il modello "450S", interrompendo la produzione di motori tipo 54, decine dei quali erano già terminati o in attesa di assemblaggio. Alcuni di questi vennero rialesati per portare le cilindrate a 5700 e 6400 cm³, allo scopo di equipaggiare scafi destinati a competizioni motonautiche.
L'occasione per un nuovo utilizzo automobilistico si presentò l'anno successivo, con la visita in azienda dello Scià di Persia Mohammad Reza Pahlavi, in cerca di un autotelaio sportivo da completare con carrozzeria Touring Superleggera. Data l'esclusività e il prestigio del cliente, Orsi e Alfieri proposero di approntare un nuovo chassis, derivato dal modello "3500 GT" e dotato del motore da competizione della "450S", dopo averlo adeguato alle necessità dell'uso stradale. La proposta venne subito accolta dal sovrano di Persia, grande appassionato di automobili sportive.

### La 5000 GT

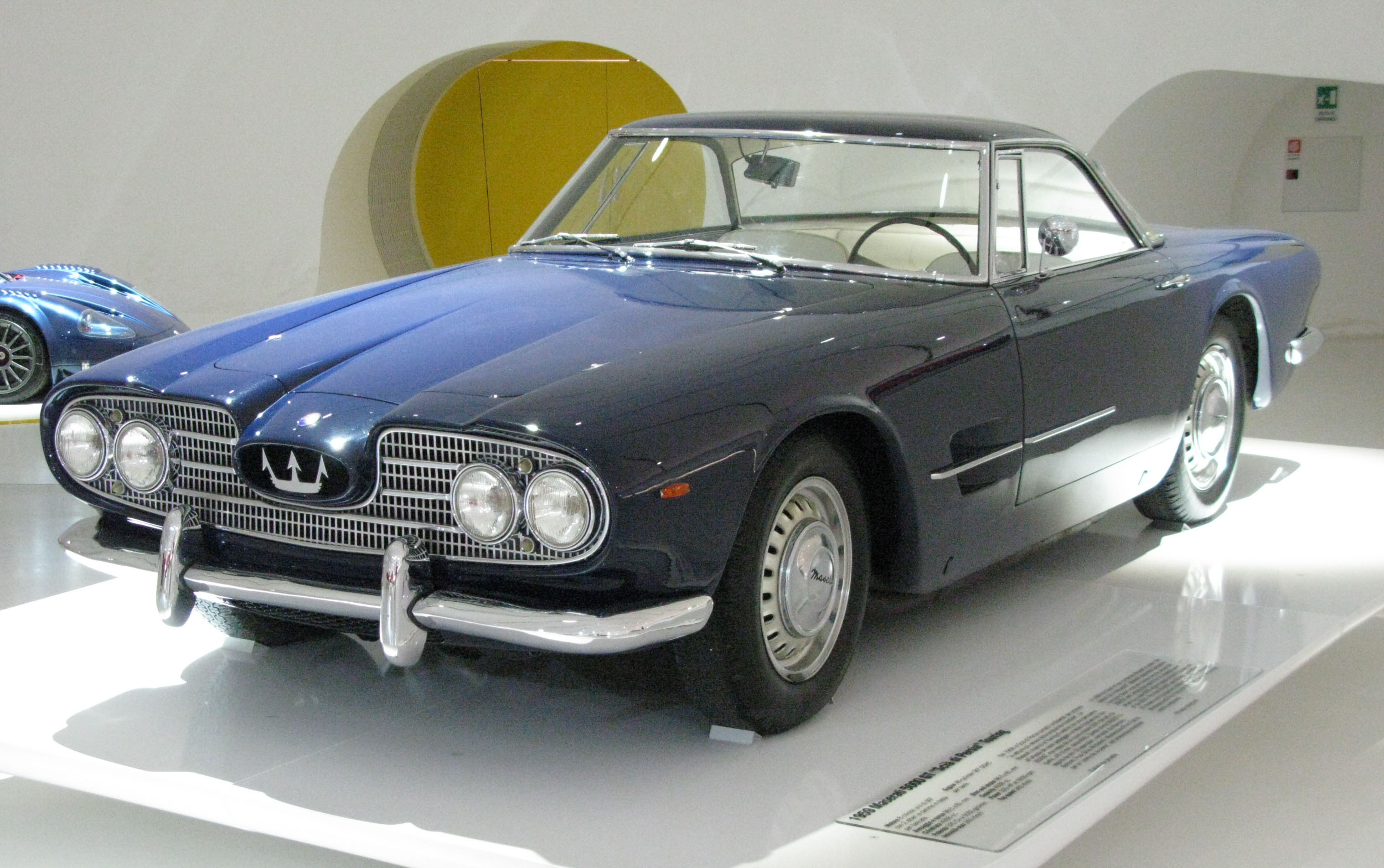
Il primo prototipo, realizzato dalla Touring per lo Scià di Persia

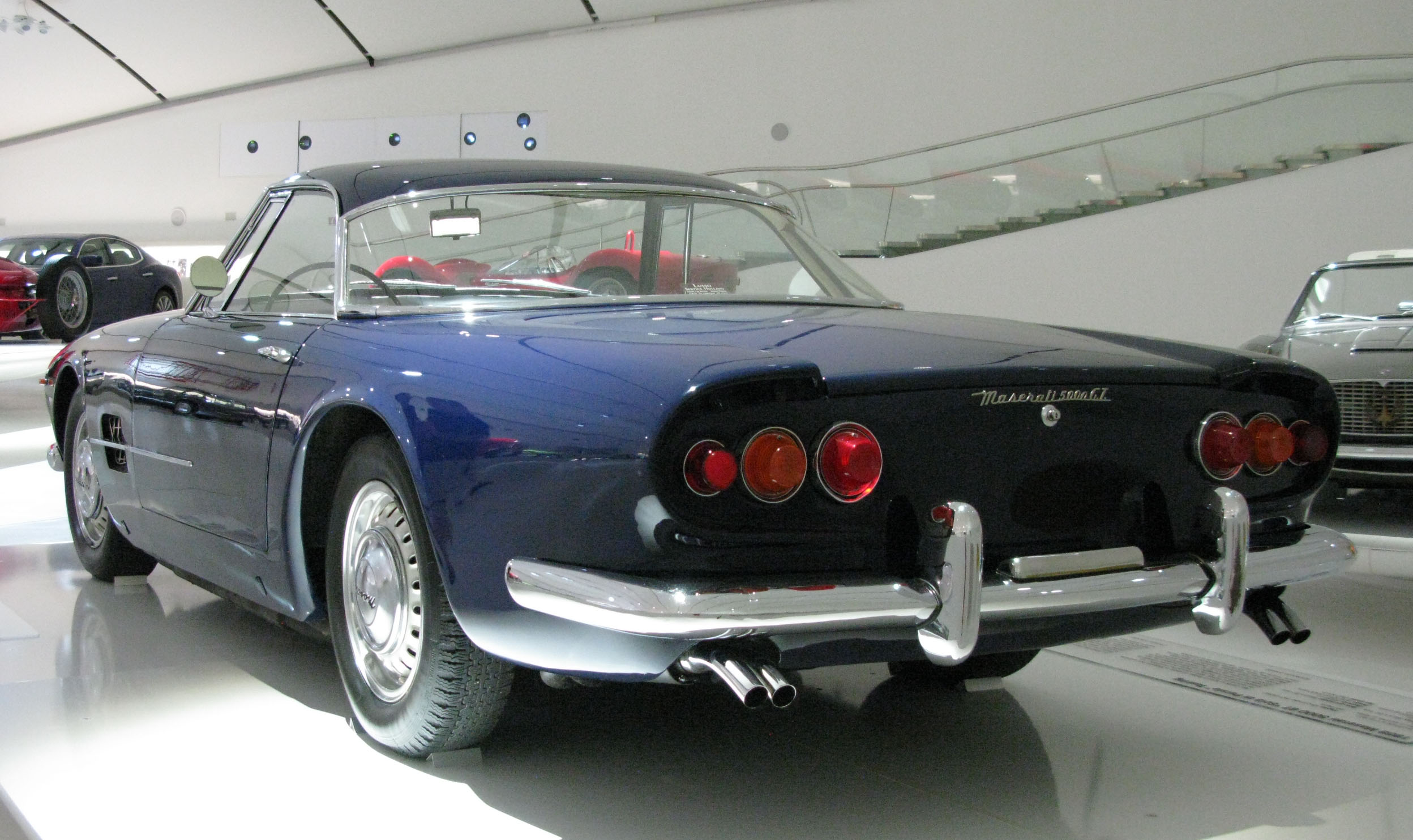
Vista posteriore

Per quella prima 5000 GT, internamente denominata con la sigla di progetto "Tipo 103", l'ing. Alfieri calcolò una maggiorazione dimensionale sul telaio della "3500 GT", sia in larghezza che in lunghezza, in modo da poter ospitare l'ingombrante V8 e, contemporaneamente, offrire la base per un abitacolo spazioso e un aspetto imponente. Il propulsore fu "addomesticato" con modifiche minime che consistettero nella rialesatura dei cilindri per aumentare leggermente la cilindrata e nella diminuzione del rapporto di compressione, allo scopo di ottenere un'erogazione più fluida ai bassi regimi al costo di ridurre la potenza del 20%.
La carrozzeria di tipo coupé, in alluminio, venne approntata dalla Touring, così come gli interni, con finiture di particolare pregio. La verniciatura fu eseguita in blu brillante, con interni in pelle crema e molti particolari, solitamente cromati, in oro zecchino. Curioso il sistema di illuminazione posteriore, formato da due serie di tre cerchi, dalle circonferenze gradualmente ridotte verso i lati della coda, le cui luci esterne erano azionabili tramite chiave separata, per indicare la presenza del sovrano a bordo.
Per quanto riguarda la meccanica, la "5000 GT" vantava un motore V8 derivato dalla 450S con 2 alberi a camme in testa per bancata, 4 carburatori Weber DCOE 45, doppia accensione Magneti Marelli, doppia pompa della benzina da 4937 cm³ di cilindrata che sviluppava 340 CV a 5500 giri/min accoppiato a un cambio manuale a 4 marce. La trazione era ovviamente posteriore mentre i freni erano a disco all'anteriore e a tamburo al posteriore.
La prima "5000 GT", telaio n. AM-103-002, fu consegnata allo Scià verso la fine del 1958 e divenne immediatamente celebre in tutto il mondo, anche per il fatto che l'illustre committente si trovava in quel periodo sotto i riflettori dell'informazione, a causa del suo divorzio con la principessa Soraya, che occupava stabilmente le prime pagine della stampa rosa internazionale. Le numerose richieste di informazioni sulla vettura, da parte del jet set, convinsero Orsi a programmare la costruzione in piccola serie del modello, su ordinazione.

### La "Scià di Persia"

Il secondo prototipo Touring Scià di Persia

In pochi mesi fu approntato un secondo esemplare di pre-serie della "5000 GT", telaio n. AM-103-004, egualmente carrozzato e rifinito dalla Touring, anche se verniciato in verde e privo delle modanature in oro zecchino. Visto che ormai era famosa come "l'auto dello Scià di Persia", la vettura fu presentata al Salone dell'automobile di Torino del 1959 come Maserati 5000 GT "Scià di Persia". L'esemplare venne acquistato dal magnate sudafricano Basil Read, proprietario del circuito di Kyalami, al quale venne consegnato dopo il tour espositivo nei saloni di quell'anno.

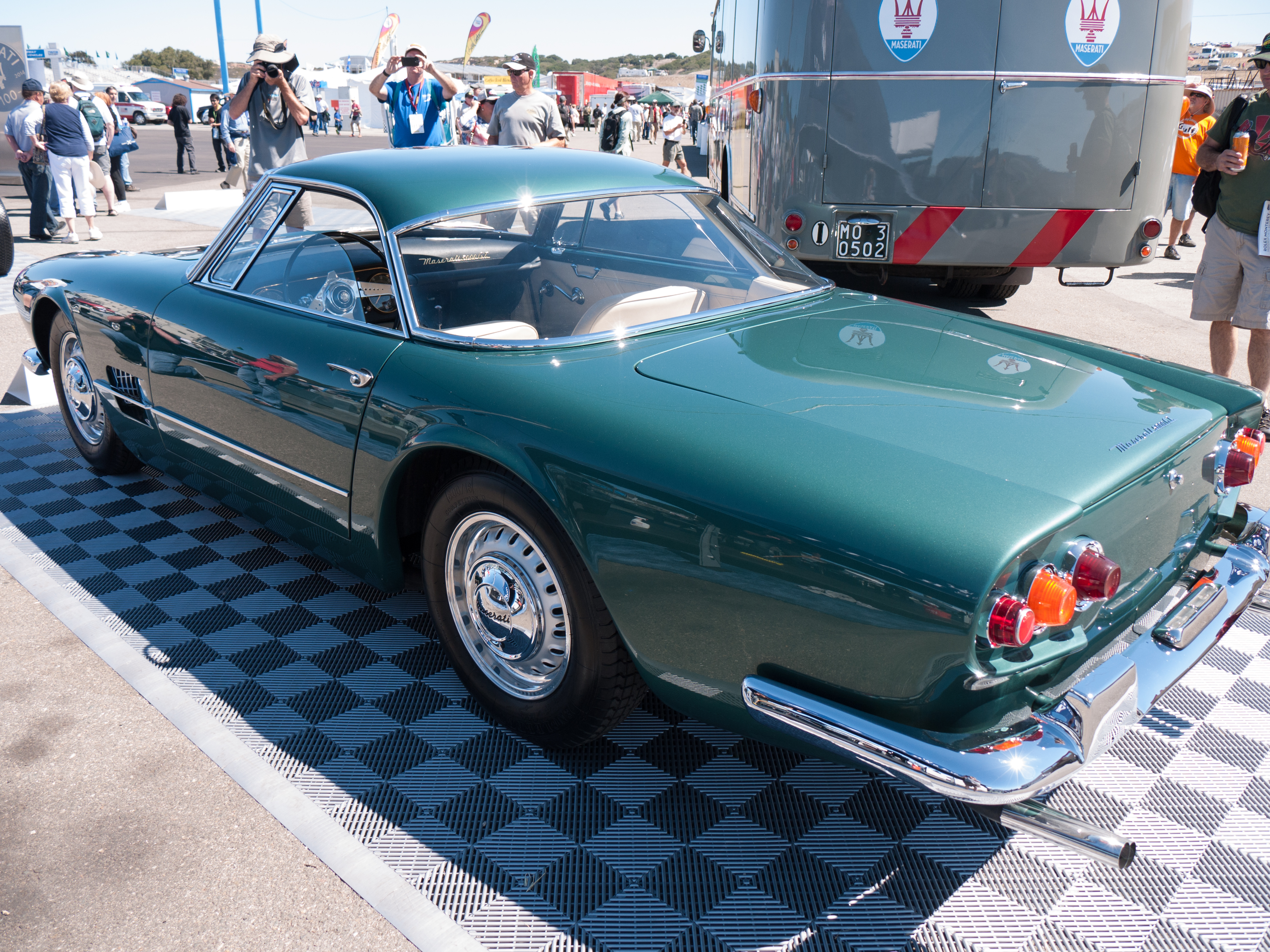
Vista posteriore

Nel frattempo Alfieri era già al lavoro per addolcire ulteriormente l'erogazione della potenza, anche sostituendo delle componenti con altre più adatte all'uso non competitivo. Nel 1960 il motore venne aggiornato adottando l'impianto di iniezione meccanica Lucas al posto dei carburatori, sostituendo i comandi a ingranaggi dei 4 alberi a camme con meno delicate catene di distribuzione e abbandonando la complessa lubrificazione a carter secco per la più tradizionale a carter umido; per una potenza finale di 325 CV. In seguito furono adottati i freni a disco autoventilanti sulle 4 ruote e un cambio manuale a 5 marce ZF.

### La produzione

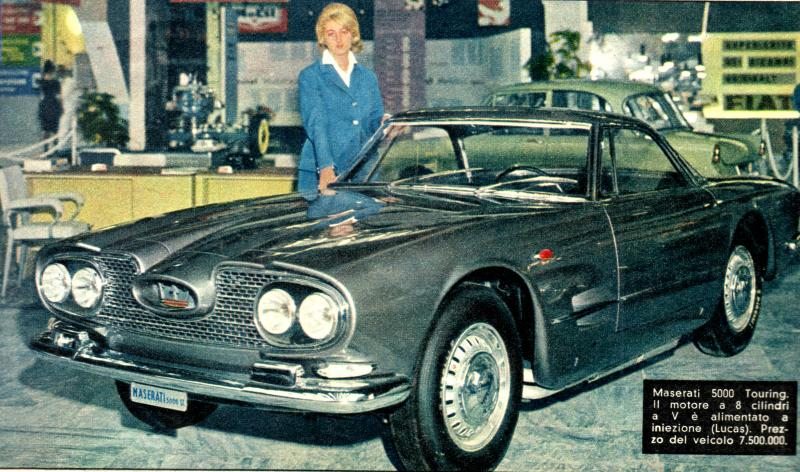
Terzo e ultimo esemplare di Touring, n. AM-103-010

Circa il numero delle vetture realizzate le fonti riportano numeri di esemplari variabili tra 32 e 34. In realtà, i più autorevoli storici del marchio, concordano sul fatto che gli autotelai prodotti furono in tutto 32, con numeri di telaio (esclusivamente pari) compresi tra AM-103-002 e AM-103-066. Tuttavia, ne risultano 34 perché due di questi furono rinumerati dalla casa in seguito a completa ricostruzione. Si tratta dell'autotelaio n. AM-103-048, originariamente carrozzato nel 1962 da Pietro Frua, e ripunzonato nel 1963 con il n. AM-103-064 (mentre la produzione era ancora in corso) e dell'autotelaio n. AM-103-010, originariamente carrozzato nel 1961 sempre da Frua, che fu ripunzonato nel 1965 con il n. AM-103-090 e ricarrozzato dalla Touring per la casa reale saudita.
Oltre alle 3 carrozzerie realizzate dalla Touring, il principale produttore fu la carrozzeria torinese Allemano, con 21 vetture prodotte, di cui almeno una convertibile. Altre "5000 GT" vennero realizzate da Frua (2), Monterosa (2), Pininfarina (1), Ghia (1), Bertone (1) e Vignale (1), quest'ultima disegnata da Giovanni Michelotti.

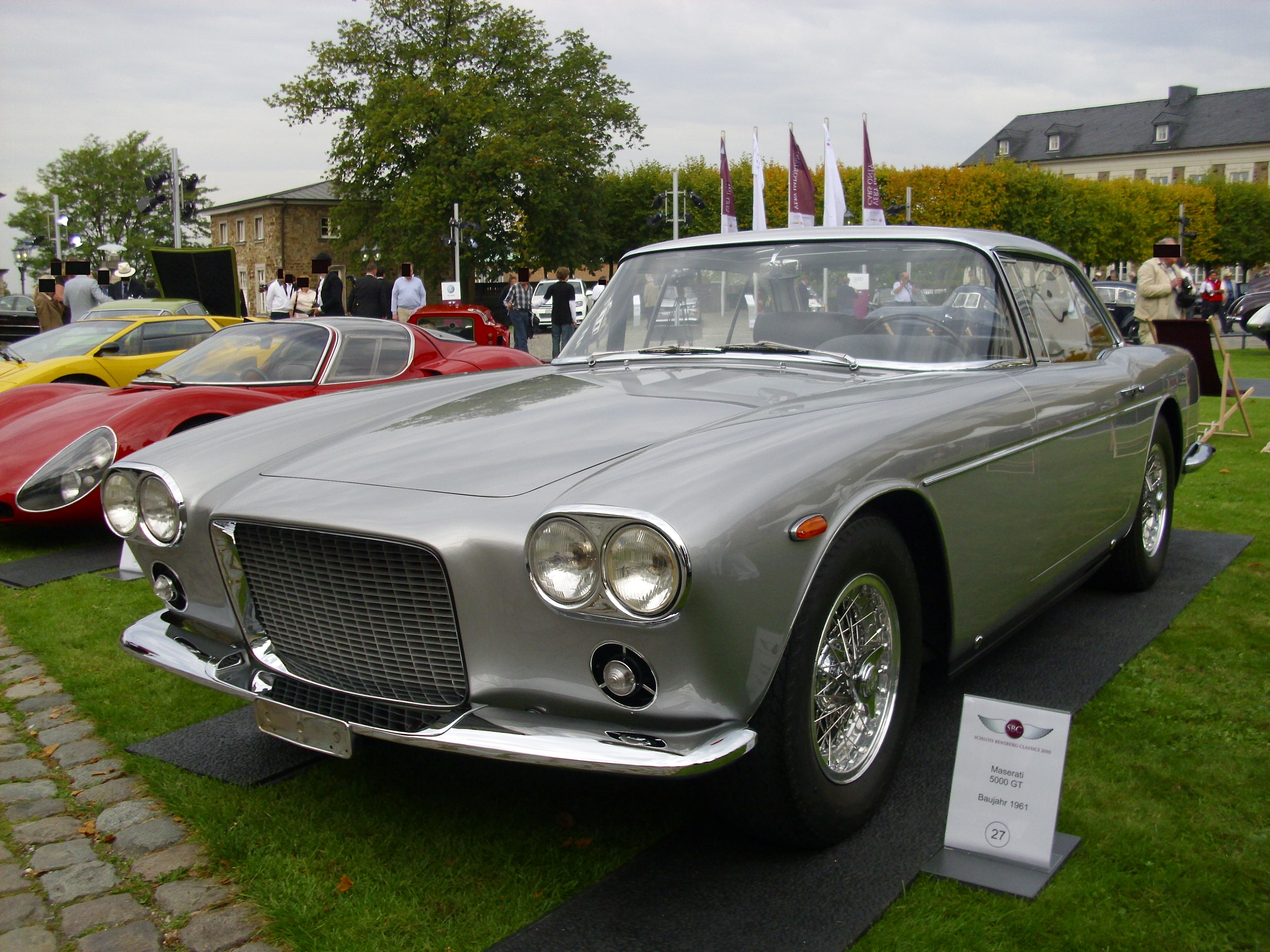
Maserati 5000 GT di Gianni Agnelli, realizzata da Pininfarina

Tra i primi acquirenti vi fu Gianni Agnelli, che fece "vestire" l'autotelaio (n. AM-103-008) da Pininfarina, con linea pressoché identica alla Ferrari 400 Superamerica, commissionata allo stesso carrozziere pochi mesi prima. Entrambe le vetture erano prive dei segni distintivi di marca e modello per rispettare la raccomandazione fatta da Vittorio Valletta a Gianni Agnelli, di non apparire in pubblico su vetture con marchio diverso da FIAT.
La "5000 GT" era un'auto costruita "su misura" dei desideri di chi la ordinava, con un costo almeno doppio rispetto a una "3500 GT" (in America costava circa 17.000 dollari), destinata a personaggi importanti come Ferdinando Innocenti (telaio n. AM-103-018), il presidente della Repubblica messicana Adolfo López Mateos (telaio n. AM-103-022) o Aga Khan Karim, la cui vettura (telaio n. AM-103-064), ricarrozzata nel 1963 da Frua, venne scelta dalla Maserati per improntare la linea della prima "Quattroporte".